# Sena de Luna
Sena de Luna – gmina w Hiszpanii, w prowincji León, w Kastylii i León, o powierzchni 147,71 km². W 2011 roku gmina liczyła 412 mieszkańców.